# Benjamin Cardozo

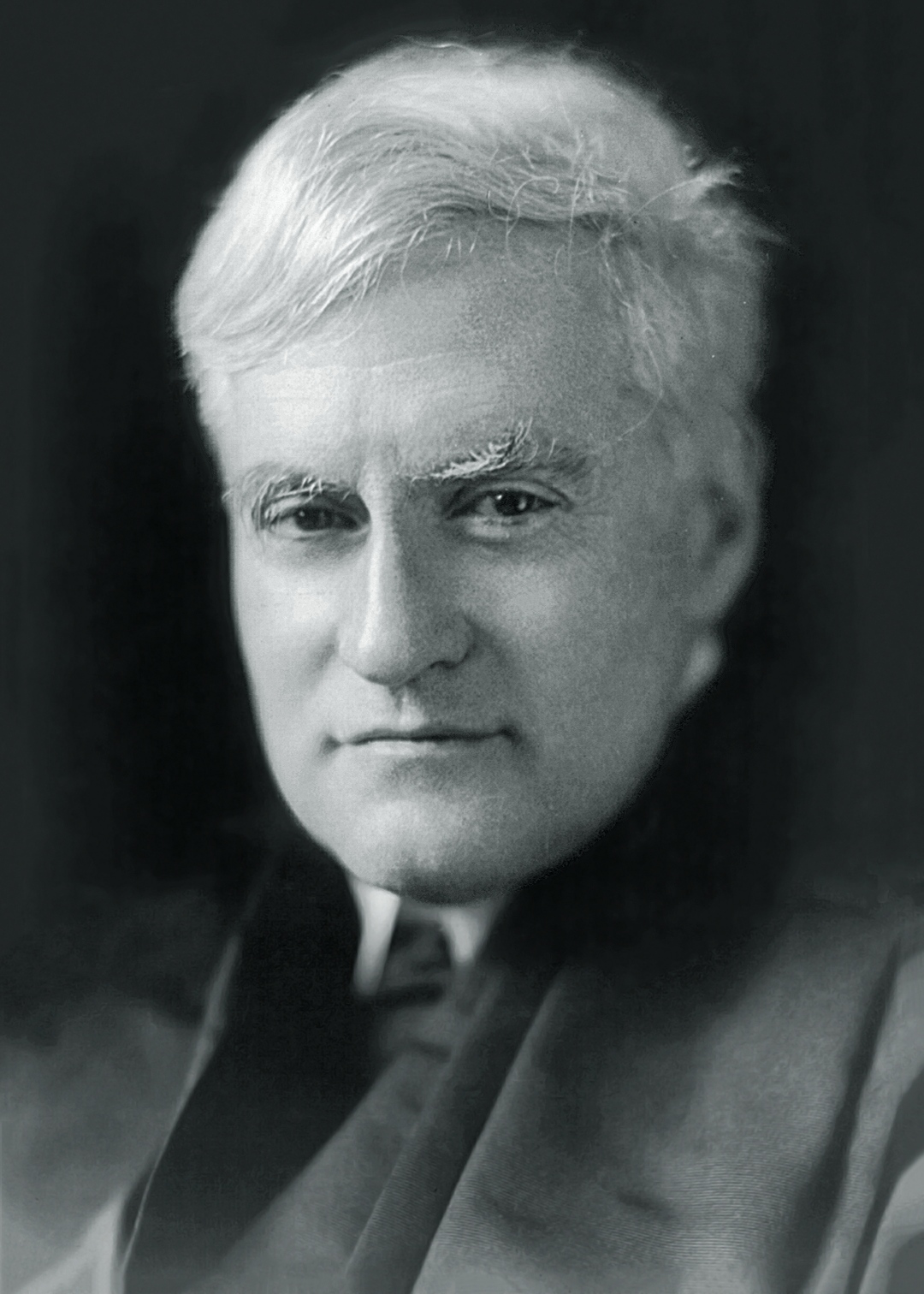

Benjamin Nathan Cardozo (ur. 24 maja 1870 w Nowym Jorku, zm. 9 lipca 1938 w Port Chester w stanie Nowy Jork) – amerykański prawnik.
Pochodził z rodziny sefardyjskiej. W 1913 został sędzią Sądu Najwyższego stanu Nowy Jork, 1914-1932 sędzią stanowego Sądu Apelacyjnego (od 1926 prezesem tego sądu), a w 1932, po rezygnacji Olivera Wendella Holmesa, został włączony przez Prezydenta USA Herberta Hoovera w skład Sądu Najwyższego USA i pozostał na tym stanowisku do śmierci. Był jednym z twórców funkcjonalizmu prawniczego USA, przykładał dużą wagę do wpływu światopoglądu sędziów na ich wyroki. W 1921 opublikował pracę The Nature of the Judicial Process.